# Varicus bucca
Varicus bucca é uma espécie de peixe da família Gobiidae e da ordem Perciformes.

## Habitat
É um peixe marítimo, de clima tropical e demersal que vive entre 229–242 m de profundidade.

## Distribuição geográfica
É encontrado no Oceano Atlântico ocidental: nas Ilhas Caiman, Cuba, la República Dominicana, Haití, Jamaica, Porto Rico e nas Ilhas Turks e Caicos.

## Observações
É inofensivo para os humanos.